# Goma bicromatada

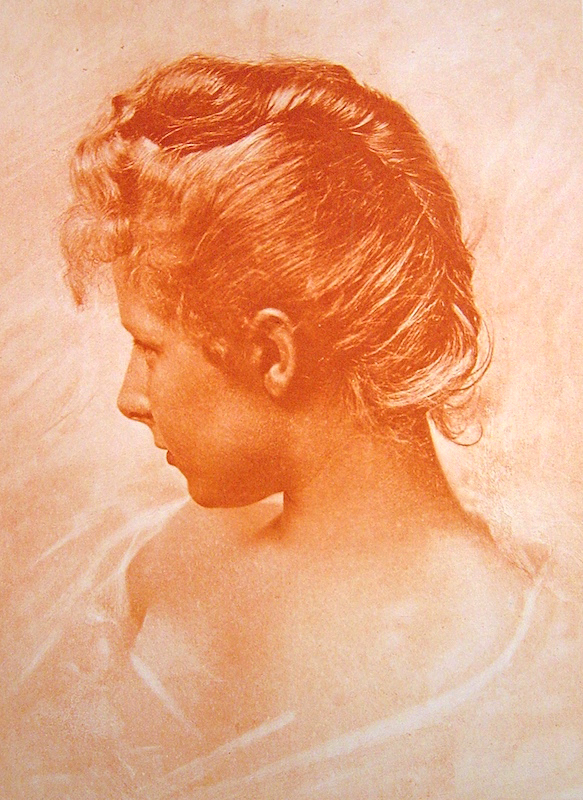
Primavera de Robert Demachy, 1899.

La goma bicromatada es una técnica de impresión fotográfica inventada a mediados del siglo XIX y considerada como uno de los tipos de impresiones nobles.
Está basada en la propiedad de las sales de cromo (principalmente dicromato potásico y amónico) que al mezclarse con la goma arábiga se vuelve insoluble al ser expuesta a la luz ultravioleta o a la luz solar.  A esta emulsión fotosensible se le añade un pigmento soluble en agua (acuarela, tinta china o gouache) que da el tono y color a la copia sobre papel, tela u otros materiales porosos. 

## Historia
En 1839 Mungo Ponton descubrió que los bicromatos son sensibles a la luz. Más tarde William Henry Fox Talbot encontró que coloides como la gelatina y goma arábiga se convertían en insolubles en agua después de la exposición a la luz. Alphonse Poitevin añadió pigmento de carbono a los coloides en 1855, creando la primera impresión al carbono, precursora de la goma bicromatada. En 1858, John Pouncy utilizó otros pigmentos coloreados con goma arábiga para crear las primeras imágenes en color.
En 1894 el fotógrafo A. Rouillé-Ladèveze retomó este procedimiento y realizó una exposición en el Salón de París, en sus fotos se observaba un resultado más próximo a la pintura, ya que conserva la textura y cualidades de las acuarela o las tintas, y es susceptible de ser retocada con otras capas de pintura. Tras esta exposición el pictorialista Robert Demachy empezó a emplearla, junto a Alfred Maskell, lo que convirtió este proceso en muy popular a finales del siglo XIX.

## Técnica
Al no ser un proceso estandarizado, la goma bicromatada es una técnica de la que se pueden encontrar innumerables recetas. A pesar de que el bicromato es altamente tóxico y se usan guantes y mascarillas para su manipulación, el revelado no necesita productos químicos, por lo que la cantidad de residuos es menor que en otras técnicas fotográficas. 
Se utiliza un soporte de papel de acuarela o grabado de más de 140gr, o sobre tela. Se prepara el papel sumergiéndolo durante 15 minutos en agua a 60 °C (para que no cambie de tamaño durante el proceso). Para que las zonas que se desean blancas no absorban color, si el papel no dispone de un encolado de fábrica, se le aplica un encolado de gelatina industrial del tipo C o de uso alimentario, reducida al 6% en agua. 
Para la emulsión fotosensible se utiliza una parte de solución en agua de bicromato al 5%, una parte de solución en agua de goma arábiga al 35%, y unos 5ml de acuarela en crema o tinta china. 
Esta emulsión ya fotosensible, se aplica al papel con un pincel. Una vez seco se coloca encima un negativo de acetato o cristal del tamaño del papel y se expone a la luz solar o luz ultravioleta (UV) con tiempos variables entre 1 minuto y 1 hora. 
Por último el revelado se realiza con agua templada hasta que las partes no endurecidas por el sol se despegan del papel. Las partes endurecidas por el bicromato permanecen coloreadas, haciendo visible el positivo de la imagen. 
Se puede repetir este proceso hasta unas 10 veces para obtener distintas capas. Se pueden realizar copias en color utilizando varios negativos, que separen el RGB o el CMYK.